# Uramustin
Uramustin ist eine chemische Verbindung aus der Gruppe der Stickstofflostderivate des Uracil und ein Alkylans.

## Gewinnung und Darstellung
Uramustin kann durch Reaktion von 5-Aminouracil mit Ethylenoxid und anschließend mit Thionylchlorid gewonnen werden.

## Eigenschaften
Uramustin ist ein kristallines, hautreizendes, weißes und geruchloses Pulver, das sehr schwer löslich in Wasser und instabil in wässriger Lösung ist.

## Verwendung
Uramustin wurde früher zur zytostatischen Behandlung von chronischer lymphatischer Leukämie, der Mycosis fungoides, der Polyzythämie und von Thrombozytosen verwendet. Die Verbindung interagiert in GC-reichen Regionen der DNA und vermag dort in 5′-PyGCC-3′-Sequenzen (Py=Pyrimidin) Guanin am N7 zu alkylieren. In der Folge kommt es zum Zelltod. Uramustin wurde in den USA 1962 für die Vermarktung zugelassen (Hersteller Upjohn).

## Sicherheitshinweise
Uramustin wirkt im Tierversuch karzinogen. Die Verbindung wird weiterhin als giftig eingestuft. Es ist bekannt, dass eine Exposition Auswirkungen wie Übelkeit, Erbrechen, Durchfall, Dermatitis, Reizbarkeit, Depression, Leukopenie, Thrombozytopenie und Anämie verursacht und dass das Einatmen, Verschlucken oder der Hautkontakt zu schweren Verletzungen oder zum Tod führen kann.

## Externe Links zu erwähnten Verbindungen
1. ↑  Externe Identifikatoren von bzw. Datenbank-Links zu 5-Aminouracil:  CAS-Nr.: 932-52-5, EG-Nr.: 213-252-3, ECHA-InfoCard: 100.012.048, PubChem: 13611, ChemSpider: 13022, DrugBank: DBDB03792, Wikidata: Q27094684.